# Шиманкі
Шиманкі (пол. Szymanki, нім. Klein Schiemanen) — село в Польщі, у гміні Вельбарк Щиценського повіту Вармінсько-Мазурського воєводства.
Населення — 195 осіб (2011).

## Демографія
Демографічна структура станом на 31 березня 2011 року:
|          | Загалом | Допрацездатний вік | Працездатний вік | Постпрацездатний вік |
| -------- | ------- | ------------------ | ---------------- | -------------------- |
| Чоловіки | 103     | 28                 | 67               | 8                    |
| Жінки    | 92      | 24                 | 51               | 17                   |
| Разом    | 195     | 52                 | 118              | 25                   |